# Aldeia da Ponte
Aldeia da Ponte est une freguesia du Portugal, rattachée au concelho (« municipalité ») de Sabugal et située dans le district de Guarda et la région Centre.